# Slovenska arhitektura
Slovenska arhitektura ima dolgo, bogato in raznoliko zgodovino.
Sodobno arhitekturo na Slovenskem je uvedel Max Fabiani, sredi vojne pa Jože Plečnik in Ivan Vurnik. V drugi polovici 20. stoletja sta narodni in univerzalni slog združila arhitekta Edvard Ravnikar in Marko Mušič.

## Galerija
- Pristanišče na Bregu, 1765
- Praznovanje med kongresom v Laibachu, 1821
- Ljubljana leta 1900
- Gornji trg 13
- Boscheva hiša, najstarejša datirana hiša v Ljubljani. Stoji na Ribjem trgu (Ribji trg) 2 in sega v leto 1528. Leta 1562 je tu živel protestantski reformator Primož Trubar.
- Lichtenbergova hiša na 9. mestnem trgu v Ljubljani, renesančna meščanska hiša z baročnim stopniščem iz 18. stoletja in zgodnjebaročno fasado iz leta 1540, okrašena z reliefi kiparja Osbalda Kitella.
- Cekinov Grad, poznobaročni dvorec v Mestnem parku Tivoli v Ljubljani
- Palača Turjak, baročna aristokratska vogalna stavba iz sredine 17. stoletja; neoklasicistična fasada sega v 19. stoletje. Glavna stavba Mestnega muzeja Ljubljana